# 阪神高速31号神戸山手線

阪神地域におけるルート図。赤線が阪神高速。

阪神高速31号神戸山手線（はんしんこうそく31ごうこうべやまてせん、Route 31 Kobe-Yamate Line）は、兵庫県神戸市長田区南駒栄町から7号北神戸線の白川JCTへ至る、阪神高速道路の路線である。

## 概要

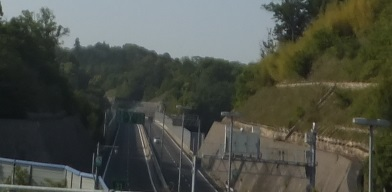
終点付近
神戸市須磨区白川で撮影

2023年現在、湊川JCT-白川JCT間が開通して3号神戸線と7号北神戸線とを連絡している。5号湾岸線延伸部に接続する工事中である。

### 路線名
- 一般国道2号 大阪湾岸道路西伸部 南駒栄JCT～駒栄出入口
- 神戸市道高速道路2号線 駒栄出入口～白川JCT

### 道路規格
- 道路区分 : 第2種第2級
- 設計速度 : 60km/h
- 車線数 : 4車線
- 出入口 : C規格、設計速度40km/h

## 出入口など
- 出入口番号欄の背景色が■である部分については道路が開通済みの区間を示している。又、施設名欄の背景色が■である部分は施設が供用開始されていない、又は完成していない事を示す。なお、未開通区間の名称は仮称である。
- 路線名の特記がないものは市道。
- 全線兵庫県神戸市内に所在。

| 出入口 番号 | 施設名         | 接続路線名             | 起点 から (km) | 備考                             | 所在地 |
| ----------- | -------------- | ---------------------- | -------------- | -------------------------------- | ------ |
| -           | 南駒栄JCT      | 阪神高速5号湾岸線      | 0.0            | 事業中                           | 長田区 |
| -           | 駒栄出入口     |                        | 0.8            | 事業中                           | 長田区 |
| -           | 湊川JCT        | 3号神戸線 大阪市街方面 | 1.4            |                                  | 長田区 |
| 31-02       | 神戸長田出入口 | 神戸明石線             | 2.3            | 姫路・三田・宝塚方面出入口       | 長田区 |
| 31-03       | 妙法寺出入口   |                        | 6.3            | 神戸長田方面出入口 入口はETC専用 | 須磨区 |
| 31-04       | 白川南出入口   |                        | 7.3            |                                  | 須磨区 |
| -           | 白川JCT        | 7号北神戸線            | 9.6            |                                  | 須磨区 |

## 歴史

### 路線計画の経緯
本路線の計画当初、1965年当時の神戸市による道路計画の第1次マスタープラン（神戸市総合計画）では、高速道路神戸1号線（現在の3号神戸線）の山側に平行する東西方向の路線として東灘区深江より布引・平野を経て須磨区月見山へ至る都市高速神戸2号線および兵庫区西出町より平野を経て須磨区白川に至る高速平野白川線が計画されていた。1969年の第1次計画案では高速2号線は主に山手幹線上を利用する延長約24kmの路線として答申されたが、このころから環境保全問題が全国的にクローズアップされてきたことから、1970年に沿道環境とのバランスを考慮した第2次計画案を答申。これを受けて、旧阪神高速道路公団の事業として第二神明道路と接続する須磨区高倉から灘区原田に至る延長14kmの区間が1971年に、須磨区車から妙法寺に至る延長2.5kmの区間が1972年に予算採択された。これが神戸山手線の原型とされる。
ところがこの計画案に対して沿道住民から環境面の問題から計画放棄の請願が神戸市議会になされた。新市街地として開発が進んでいる須磨ニュータウンに連絡する区間である西代付近以西を早急に事業化するとして、このうち長田区蓮池町 - 須磨区高倉台および須磨区車 - 妙法寺の区間が1972年9月19日に都市計画決定された。これと平行して都市高速道路網の見直しがなされ、背山道路（のちの北神戸線）や山陽自動車道の計画が具体化しており、さらには湾岸道路（湾岸線）の調査・計画が進められていたことから、神戸山手線の機能を背山道路や湾岸道路に代替させ、都市計画決定された部分をこれらを連絡する南北方向の道路として整備する構想が出され、1976年の「新・神戸市総合基本計画」において神戸山手線は明確に南北方向の路線として位置づけられた。だがこの時期において都市計画決定済みの区間での建設反対運動が激化しており、この状況で延伸計画を提案することは計画に重大な影響を与えることが懸念されたため当面見送りとされている。その後、オイルショック等による社会・経済情勢の変化から過去の諸計画の見直しが行われた。また1988年3月に策定された「明石海峡大橋関連地域整備計画」において神戸山手線も関連道路に指定されたことから1990年に至って須磨区白川～須磨区車2.4km間および長田区蓮池町～長田区駒栄町2.2kmの両区間が都市計画決定された。2016年度から一般国道2号 大阪湾岸道路西伸部（六甲アイランド北～駒栄）が直轄事業化される予定だが、神戸山手線の南駒栄ジャンクション～駒栄ランプが含まれている。
なお分岐部（須磨区高倉台～妙法寺間）については社会情勢や交通需要の動向等を勘案して事情実施を見合わせていたが、2006年3月に締結された日本高速道路保有・債務返済機構と阪神高速道路株式会社との協定において、同社が新設する高速道路区間から除外された。

### 年表
- 1984年（昭和59年） : 着工。
- 1990年（平成2年） - 1997年（平成9年）頃 : 一時建設中断[注釈 1]。
- 2003年（平成15年）8月26日 : 神戸長田出入口 - 白川JCT間開通[3]。
- 2010年（平成22年）12月18日 : 湊川JCT - 神戸長田出入口間開通[4]。

### 開通予定年度
- 未定 : 南駒栄JCT - 湊川JCT

## 路線状況
湊川JCT - 神戸長田出入口間は新湊川の川底すれすれの所を通る為、水底トンネルとみなされ、危険物積載車両の通行が禁止となっている。

### 主なトンネル
| 区間                                    | トンネル名         | 長さ    | 長さ    |
| 区間                                    | トンネル名         | 上り線  | 下り線  |
| --------------------------------------- | ------------------ | ------- | ------- |
| 湊川JCT - 神戸長田出入口 - 妙法寺出入口 | 神戸長田トンネル   | 3,364 m | 3,906 m |
| 神戸長田出入口 - 妙法寺出入口           | 妙法寺第一トンネル | 517 m   | 628 m   |
| 神戸長田出入口 - 妙法寺出入口           | 妙法寺第二トンネル | 196 m   | 153 m   |
| 白川南出入口 - 白川JCT                  | 白川トンネル       | 1,161 m | 1,108 m |

### 車線・最高速度
| 区間              | 車線 上下線=上り線+下り線 | 最高速度 |
| ----------------- | ------------------------- | -------- |
| 湊川JCT - 白川JCT | 4=2+2                     | 60 km/h  |

### 道路情報ラジオ
- 妙法寺（神戸長田 - 白川南）

阪神高速の道路情報ラジオの冒頭は「こちらは阪神高速路側○○（局名）です。午前（午後）○○時○○分現在の道路情報をお知らせします。」と放送される。

### 所管警察
全線、兵庫県警察高速道路交通警察隊垂水分駐隊の管轄である。

### 交通量
24時間交通量（台）　道路交通センサス
| 区間                          | 平成17（2005）年度 | 平成22（2010）年度 | 平成27（2015）年度 | 令和3（2021）年度 |
| ----------------------------- | ------------------ | ------------------ | ------------------ | ----------------- |
| 南駒栄JCT - 湊川JCT間         | 未開通             | 未開通             | 未開通             | 未開通            |
| 湊川JCT - 神戸長田出入口      | 調査当時未開通     | 調査当時未開通     | 18,538             | 16,597            |
| 神戸長田出入口 - 妙法寺出入口 | 17,204             | 14,425             | 24,118             | 23,095            |
| 妙法寺出入口 - 白川南出入口   | 17,204             | 11,746             | 22,018             | 20,384            |
| 白川南出入口 - 白川JCT        | 17,204             | 14,530             | 21,420             | 19,877            |

（出典：「平成22年度道路交通センサス」・「平成27年度全国道路・街路交通情勢調査」・「令和3年度全国道路・街路交通情勢調査」（国土交通省ホームページ）より一部データを抜粋して作成）
- 令和2年度に実施予定だった交通量調査は、新型コロナウイルスの影響で延期された[7]。

## 地理

### 接続する高速道路
- 阪神高速5号湾岸線（南駒栄JCTで接続：事業中）
- 阪神高速3号神戸線（湊川JCTで接続）
- 阪神高速7号北神戸線（白川JCTで接続）